# Llista d'episodis de La Rosa de Versalles
La Rosa de Versalles (ベルサイユのばら, Berusaiyu no Bara), també coneguda com a Lady Oscar, és una sèrie popular de manga creada per Riyoko Ikeda i publicada l'any 1972 a la revista Margaret de l'editorial Shueisha. Fou adaptada a la seva versió anime per la companyia Tokyo Movie Shinsha i estrenada pel canal Nippon Television el 10 d'octubre de 1979 fins al 3 de setembre de 1980. Està formada per 41 episodis de 25 minuts de duració cadascun, fou dirigida per Tadao Nagahama (des de l'episodi 1 fins al 18), i més tard, per Osamu Dezaki (des de l'episodi 19 fins al 41).
A Catalunya, la sèrie fou estrenada en català el 9 de novembre fins al 18 de desembre de 1998 pel canal 33, reemetent-se posteriorment en diverses ocasions pel canal K3.

## Llista d'episodis
| #   | Títol en català                                                                            | Data d'estrena al Japó | Data d'estrena a Catalunya |
| --- | ------------------------------------------------------------------------------------------ | ---------------------- | -------------------------- |
| 1   | El destí d'una rosa Oscar! Bara no sadame (オスカル! バラの運命)                           | 10 d'octubre de 1979   | 9 de novembre de 1998      |
| 2   | Balla papallona d'Àustria Mae! Austria no chou (舞え! オーストリアの蝶)                    | 17 d'octubre de 1979   | 10 de novembre de 1998     |
| 3   | Espurnes a Versalles Versailles ni hibana chiru (ベルサイユに火花散る)                     | 24 d'octubre de 1979   | 11 de novembre de 1998     |
| 4   | Vi, roses i una conspiració... Bara to Sake to Takurami to... (バラと酒とたくらみと…)      | 31 d'octubre de 1979   | 12 de novembre de 1998     |
| 5   | Noblesa darrera de les llàgrimes Koukisa wo namida ni komete... (高貴さを涙にこめて…)      | 7 de novembre de 1979  | 13 de novembre de 1998     |
| 6   | Vestits de seda i roba espellifada Kinu no dress to boro fuku (絹のドレスとボロ服)         | 14 de novembre de 1979 | 14 de novembre de 1998     |
| 7   | Qui ha escrit la carta d'amor? Ai no tegami wa dare no te de (愛の手紙は誰の手で)          | 21 de novembre de 1979 | 15 de novembre de 1998     |
| 8   | Oscar, amiga meva Waga kokoro no Oscar (我が心のオスカル)                                  | 28 de novembre de 1979 | 16 de novembre de 1998     |
| 9   | Posta i sortida del sol Hi wa suzumi hi wa noboru (陽は沈み陽は昇る)                       | 5 de desembre de 1979  | 17 de novembre de 1998     |
| 10  | Jeanne, la bella diablessa Utsukushii akuma Jeanne (美しい悪魔ジャンヌ)                    | 12 de desembre de 1979 | 18 de novembre de 1998     |
| 11  | Von Fersen és enviat al nord Fersen kitaguni he saru (フェルゼン北国へ去る)                | 19 de desembre de 1979 | 19 de novembre de 1998     |
| 12  | Oscar, el matí d'un duel Kettou no asa Oscar wa...? (決闘の朝オスカルは…?)                 | 26 de desembre de 1979 | 20 de novembre de 1998     |
| 13  | Vent d'Allas Arras no kaze yo kotaete... (アラスの風よ応えて…)                             | 9 de gener de 1980     | 21 de novembre de 1998     |
| 14  | El secret de l'àngel Tenshi no himitsu (天使の秘密)                                        | 16 de gener de 1980    | 22 de novembre de 1998     |
| 15  | La comtessa va al casino Casino no hakushaku fujin (カジノの伯爵夫人)                      | 23 de gener de 1980    | 23 de novembre de 1998     |
| 16  | Mare, qui ets? Haha, sono hito no na wa...? (母、その人の名は…?)                           | 30 de gener de 1980    | 24 de novembre de 1998     |
| 17  | Un seguit d'encontres casuals Ima meguriai no toki (今めぐり逢いの時)                      | 6 de febrer de 1980    | 25 de novembre de 1998     |
| 18  | Les ales d'Ícar Totsuzen Icarus no you ni (突然イカルスのように)                           | 13 de febrer de 1980   | 26 de novembre de 1998     |
| 19  | Adéu, germaneta! Sayonara imouto yo! (さよなら妹よ!)                                       | 20 de febrer de 1980   | 27 de novembre de 1998     |
| 20  | L'adéu de Von Fersen Fersen nagori no rinbu (フェルゼン名残りの輪舞)                       | 27 de febrer de 1980   | 28 de novembre de 1998     |
| 21  | Les roses negres floreixen de nit Kurobara wa yoru hiraku (黒ばらは夜ひらく)               | 5 de març de 1980      | 29 de novembre de 1998     |
| 22  | El collaret sinistre Kubikazari wa fukitsu na kagayaki (首飾りは不吉な輝き)                | 12 de març de 1980     | 30 de novembre de 1998     |
| 23  | Sigues astuta i inflexible! Zuru kashikute takumashiku! (ずる賢くてたくましく!)            | 19 de març de 1980     | 1 de desembre de 1998      |
| 24  | Adéu, primavera de la meva vida Adieu, watashi no seishun (アデュウ、 わたしの青春)        | 26 de març de 1980     | 2 de desembre de 1998      |
| 25  | Un minuet d'amor no correspost Katakoi no minuet (かた恋のメヌエット)                      | 2 d'abril de 1980      | 3 de desembre de 1998      |
| 26  | Vull conèixer el cavaller negre Kuroi kishi ni aitai! (黒い騎士に会いたい!)                | 9 d'abril de 1980      | 4 de desembre de 1998      |
| 27  | Encara que només tingui un ull Tatoe hikari wo ushinau tomo... (たとえ光を失うとも...)     | 16 d'abril de 1980     | 5 de desembre de 1998      |
| 28  | André, què fas? Andre aoi lemon (アンドレ青いレモン)                                       | 30 d'abril de 1980     | 6 de desembre de 1998      |
| 29  | Una dona a la milícia urbana Aruki hajimeta ningyou (歩き始めた人形)                       | 14 de maig de 1980     | 7 de desembre de 1998      |
| 30  | Tu ets la llum, jo sóc l'ombra Omae wa hikari ore wa kage (お前は光俺は影)                 | 21 de maig de 1980     | 8 de desembre de 1998      |
| 31  | Els clavells floreixen a les casernes Heiei ni saku lilac no hana (兵営に咲くリラの花)     | 4 de juny de 1980      | 9 de desembre de 1998      |
| 32  | Núvols de tempesta Arashi no pureriudo (嵐のプレリュード)                                  | 18 de juny de 1980     | 10 de desembre de 1998     |
| 33  | Campanades al capvespre Tasogare ni choushou wa naru (たそがれに弔鐘は鳴る)                | 2 de juliol de 1980    | 11 de desembre de 1998     |
| 34  | Jurament del Jeu de Paume Ima "Tenisu kooto no chikai" (今 “テニス・コートの誓い”)         | 9 de juliol de 1980    | 12 de desembre de 1998     |
| 35  | L'Òscar surt del niu Oscar, ima, subanare no toki (オスカル、今、巣離れの時)               | 23 de juliol de 1980   | 13 de desembre de 1998     |
| 36  | L'últim adéu Ai kotoba wa "sayonara" (合言葉は “サヨナラ”)                                 | 30 de juliol de 1980   | 14 de desembre de 1998     |
| 37  | La nit d'un jurament sincer Atsuki chikai no yoru ni (熱き誓いの夜に)                      | 6 d'agost de 1980      | 15 de desembre de 1998     |
| 38  | A les portes del destí Unmei no tobira no mae de (運命の扉の前で)                          | 20 d'agost de 1980     | 16 de desembre de 1998     |
| 39  | Aquell somriure que no tornarà Ano bishou wa mou kaeranai! (あの微笑はもう還らない!)       | 27 d'agost de 1980     | 17 de desembre de 1998     |
| 40  | Adéu, estimada Òscar! Sayounara waga itoshii no Oscar (さようならわが愛しのオスカル)       | 3 de setembre de 1980  | 18 de desembre de 1998     |
| OVA | The rose and women of Versailles Berusaiyu no bara to onnatachi (ベルサイユのばらと女たち) | 10 de setembre de 1980 |                            |